# Milheirós (Maia)
Milheirós é uma freguesia portuguesa do município da Maia, com 3,6 km² de área e 4762 habitantes (censo de 2021) A sua densidade populacional é 1 322,8 hab./km².

## Demografia
A população registada nos censos foi:
| Distribuição da População por Grupos Etários | Distribuição da População por Grupos Etários | Distribuição da População por Grupos Etários | Distribuição da População por Grupos Etários | Distribuição da População por Grupos Etários |
| -------------------------------------------- | -------------------------------------------- | -------------------------------------------- | -------------------------------------------- | -------------------------------------------- |
| Ano                                          | 0-14 Anos                                    | 15-24 Anos                                   | 25-64 Anos                                   | > 65 Anos                                    |
| 2001                                         | 779                                          | 570                                          | 2404                                         | 484                                          |
| 2011                                         | 832                                          | 534                                          | 2852                                         | 643                                          |
| 2021                                         | 671                                          | 505                                          | 2640                                         | 946                                          |